# Kari Jalonen
Kari Jalonen, född 6 januari 1960 i Uleåborg, Finland, är en finländsk före detta professionell ishockeyspelare. Han spelade under två säsonger i NHL med Calgary Flames och Edmonton Oilers men är mest känd för sin tid i FM-ligan i ishockey, i Elitserien med Skellefteå AIK där han dominerade stort, och i det finska landslaget.
Jalonen representerade Finland internationellt vid nio tillfällen, inklusive JVM 1980 då man vann silver. I VM 1989 i Sverige kom Jalonen på delad första plats i poängligan efter att ha gjort 5 mål och 9 assist för 14 poäng på 10 matcher.
Han är sedan mars 2022 förbundskapten för Tjeckien.

## Utmärkelser
- FM-ligan Rookie of the Year (1979)
- FM-ligan First All-Star Team (1987, 1989)